# V.Premier League 2015-2016 (femminile)
La V.Premier League 2015-2016, 49ª edizione della massima serie del campionato giapponese femminile di pallavolo, si è svolta dal 17 ottobre 2015 al 12 marzo 2016: al torneo hanno partecipato 8 squadre di club giapponesi e la vittoria finale è andata per la quinta volta alle Hisamitsu Springs.

## Regolamento
Le otto squadre si sono affrontate in un girone all'italiana, dove ogni squadra ha affrontato ciascuna delle altre formazioni tre volte, per un totale di ventuno giornate; al termine della regular season:
- le prime sei classificate acceduto ai play-off scudetto, strutturato in un girone all'italiana in gara singola, dove ciascuna squadra ha ottenuto un bonus da 5 a 0 punti in funzione della posizione di classifica raggiunta al termine della regular season. Al termine della Final 6 la prima classificata ha avuto direttamente accesso alla finale, disputata in gara unica contro la vincente della semifinale (anch’essa disputata in gara unica) fra la seconda e la terza classificata.
- la settima e l’ottava classificata hanno affrontato il Challenge match di spareggio rispettivamente con la seconda e la prima classificata della V.Challenge League I, strutturate in gare di andata e ritorno, che hanno visto le vincenti acquisire il diritto di partecipare alla V.Challenge League I e le perdenti retrocesse in V.Challenge League I.

## Squadre partecipanti
- Ageo Medics
- Denso Airybees
- Hisamitsu Springs
- Hitachi Rivale
- NEC Red Rockets
- Okayama Seagulls
- Toyota Queenseis
- Toray Arrows

## Torneo

### Regular season

#### Primo round
| Prima giornata |                                  |     |                                   |
|                |                                  |     |                                   |
| 17-10          | Hisamitsu Springs-Ageo Medics    | 3-1 | 21-25, 25-23, 25-13, 25-23        |
| 17-10          | Okayama Seagulls-Denso Airybees  | 2-3 | 22-25, 25-18, 26-24, 13-25, 12-15 |
| 18-10          | NEC Red Rockets-Toyota Queenseis | 0-3 | 21-25, 27-29, 19-25               |
| 18-10          | Hitachi Rivale-Toray Arrows      | 1-3 | 25-20, 21-25, 19-25, 21-25        |

| Seconda giornata |                                   |     |                                   |
|                  |                                   |     |                                   |
| 24-10            | Ageo Medics-Toray Arrows          | 1-3 | 25-27, 28-26, 17-25, 24-26        |
| 24-10            | Hisamitsu Springs-NEC Red Rockets | 3-2 | 19-25, 25-16, 23-25, 25-17, 15-10 |
| 24-10            | Okayama Seagulls-Hitachi Rivale   | 3-0 | 25-17, 25-23, 25-17               |
| 24-10            | Denso Airybees-Toyota Queenseis   | 3-2 | 18-25, 23-25, 31-29, 25-18, 15-7  |

| Terza giornata |                                  |     |                                   |
|                |                                  |     |                                   |
| 25-10          | NEC Red Rockets-Okayama Seagulls | 2-3 | 24-26, 25-22, 19-25, 25-21, 14-16 |
| 25-10          | Ageo Medics-Toyota Queenseis     | 3-2 | 19-25, 25-22, 25-22, 23-25, 15-11 |
| 25-10          | Denso Airybees-Toray Arrows      | 0-3 | 21-25, 20-25, 14-25               |
| 25-10          | Hisamitsu Springs-Hitachi Rivale | 0-3 | 23-25, 16-25, 20-25               |

| Quarta giornata |                                    |     |                            |
|                 |                                    |     |                            |
| 31-10           | Okayama Seagulls-Toray Arrows      | 0-3 | 19-25, 16-25, 22-25        |
| 31-10           | NEC Red Rockets-Ageo Medics        | 3-1 | 25-19, 25-23, 21-25, 25-19 |
| 31-10           | Hisamitsu Springs-Toyota Queenseis | 3-1 | 17-25, 25-15, 25-17, 25-16 |
| 31-10           | Hitachi Rivale-Denso Airybees      | 3-1 | 15-25, 25-20, 25-20, 25-20 |

| Quinta giornata |                                   |     |                                  |
|                 |                                   |     |                                  |
| 01-11           | Hisamitsu Springs-Toray Arrows    | 3-1 | 25-23, 25-19, 20-25, 25-23       |
| 01-11           | NEC Red Rockets-Denso Airybees    | 3-1 | 18-25, 25-23, 25-11, 25-17       |
| 01-11           | Okayama Seagulls-Toyota Queenseis | 3-1 | 26-24, 18-25, 25-18, 25-13       |
| 01-11           | Ageo Medics-Hitachi Rivale        | 2-3 | 25-21, 24-26, 25-20, 16-25, 9-15 |

| Sesta giornata |                                  |     |                                   |
|                |                                  |     |                                   |
| 07-11          | Hisamitsu Springs-Denso Airybees | 2-3 | 25-17, 25-18, 21-25, 19-25, 11-15 |
| 07-11          | Hitachi Rivale-Toyota Queenseis  | 3-2 | 19-25, 21-25, 25-22, 25-23, 16-14 |
| 07-11          | Toray Arrows-NEC Red Rockets     | 3-0 | 25-20, 25-19, 25-19               |
| 07-11          | Ageo Medics-Okayama Seagulls     | 3-1 | 25-18, 25-14, 22-25, 25-22        |

| \| Settima giornata \| \| \| \| \| \| \| \| \| \| 08-11 \| Hisamitsu Springs-Okayama Seagulls \| 2-3 \| 25-22, 27-25, 24-26, 20-25, 16-18 \| \| 08-11 \| NEC Red Rockets-Hitachi Rivale \| 3-1 \| 25-22, 27-25, 23-25, 25-16 \| \| 08-11 \| Toray Arrows-Toyota Queenseis \| 3-2 \| 25-23, 22-25, 25-27, 25-21, 15-11 \| \| 08-11 \| Ageo Medics-Denso Airybees \| 1-3 \| 21-25, 25-23, 11-25, 16-25 \| |                                    |     |                                   |
| Settima giornata |                                    |     |                                   |
| |                                    |     |                                   |
| 08-11 | Hisamitsu Springs-Okayama Seagulls | 2-3 | 25-22, 27-25, 24-26, 20-25, 16-18 |
| 08-11 | NEC Red Rockets-Hitachi Rivale     | 3-1 | 25-22, 27-25, 23-25, 25-16        |
| 08-11 | Toray Arrows-Toyota Queenseis      | 3-2 | 25-23, 22-25, 25-27, 25-21, 15-11 |
| 08-11 | Ageo Medics-Denso Airybees         | 1-3 | 21-25, 25-23, 11-25, 16-25        |

#### Secondo round
| Ottava giornata |                                   |     |                                  |
|                 |                                   |     |                                  |
| 21-11           | Ageo Medics-Toray Arrows          | 0-3 | 20-25, 22-25, 22-25              |
| 21-11           | NEC Red Rockets-Denso Airybees    | 3-1 | 25-22, 25-21, 19-25, 25-22       |
| 21-11           | Hitachi Rivale-Hisamitsu Springs  | 3-2 | 20-25, 20-25, 25-19, 25-22, 15-7 |
| 21-11           | Okayama Seagulls-Toyota Queenseis | 3-1 | 25-19, 25-23, 21-25, 25-19       |

| Nona giornata |                                   |     |                                   |
|               |                                   |     |                                   |
| 22-11         | NEC Red Rockets-Hisamitsu Springs | 2-3 | 25-22, 25-19, 19-25, 15-25, 11-15 |
| 22-11         | Ageo Medics-Toyota Queenseis      | 3-0 | 25-21, 25-22, 28-26               |
| 22-11         | Hitachi Rivale-Denso Airybees     | 3-0 | 25-19, 25-15, 25-23               |
| 22-11         | Okayama Seagulls-Toray Arrows     | 0-3 | 18-25, 16-25, 20-25               |

| Decima giornata |                                  |     |                                  |
|                 |                                  |     |                                  |
| 28-11           | Ageo Medics-Hitachi Rivale       | 2-3 | 19-25, 25-22, 16-25, 25-22, 8-15 |
| 28-11           | Hisamitsu Springs-Toray Arrows   | 3-1 | 25-23, 21-25, 25-21, 25-17       |
| 28-11           | NEC Red Rockets-Okayama Seagulls | 3-1 | 23-25, 25-20, 25-14, 25-21       |
| 28-11           | Toyota Queenseis-Denso Airybees  | 1-3 | 25-20, 16-25, 21-25, 16-25       |

| Undicesima giornata |                                  |     |                                   |
|                     |                                  |     |                                   |
| 29-11               | Hisamitsu Springs-Denso Airybees | 3-0 | 25-19, 25-17, 25-21               |
| 29-11               | Ageo Medics-Okayama Seagulls     | 2-3 | 16-25, 26-24, 22-25, 25-16, 13-15 |
| 29-11               | Toyota Queenseis-Toray Arrows    | 3-2 | 25-20, 25-23, 22-25, 20-25, 15-8  |
| 29-11               | NEC Red Rockets-Hitachi Rivale   | 3-1 | 25-21, 25-27, 25-22, 25-17        |

| Dodicesima giornata |                                  |     |                                   |
|                     |                                  |     |                                   |
| 05-12               | Okayama Seagulls-Hitachi Rivale  | 1-3 | 23-25, 11-25, 25-21, 17-25        |
| 05-12               | NEC Red Rockets-Toyota Queenseis | 2-3 | 25-13, 25-20, 20-25, 22-25, 11-15 |
| 05-12               | Hisamitsu Springs-Ageo Medics    | 3-1 | 25-17, 22-25, 25-22, 25-23        |
| 05-12               | Toray Arrows-Denso Airybees      | 3-2 | 25-17, 25-15, 20-25, 22-25, 15-8  |

| Tredicesima giornata |                                    |     |                                   |
|                      |                                    |     |                                   |
| 06-12                | Okayama Seagulls-Denso Airybees    | 2-3 | 21-25, 25-14, 18-25, 25-10, 12-15 |
| 06-12                | NEC Red Rockets-Ageo Medics        | 2-3 | 25-16, 25-27, 25-23, 20-25, 7-15  |
| 06-12                | Hisamitsu Springs-Toyota Queenseis | 3-0 | 25-17, 25-23, 25-22               |
| 06-12                | Toray Arrows-Hitachi Rivale        | 0-3 | 23-25, 19-25, 17-25               |

| \| Quattordicesima giornata \| \| \| \| \| \| \| \| \| \| 12-12 \| Hisamitsu Springs-Okayama Seagulls \| 3-2 \| 27-25, 22-25, 25-21, 20-25, 15-9 \| \| 12-12 \| Hitachi Rivale-Toyota Queenseis \| 2-3 \| 24-26, 25-22, 25-23, 22-25, 9-15 \| \| 12-12 \| NEC Red Rockets-Toray Arrows \| 0-3 \| 18-25, 11-25, 16-25 \| \| 12-12 \| Denso Airybees-Ageo Medics \| 0-3 \| 21-25, 16-25, 21-25 \| |                                    |     |                                  |
| Quattordicesima giornata |                                    |     |                                  |
| |                                    |     |                                  |
| 12-12 | Hisamitsu Springs-Okayama Seagulls | 3-2 | 27-25, 22-25, 25-21, 20-25, 15-9 |
| 12-12 | Hitachi Rivale-Toyota Queenseis    | 2-3 | 24-26, 25-22, 25-23, 22-25, 9-15 |
| 12-12 | NEC Red Rockets-Toray Arrows       | 0-3 | 18-25, 11-25, 16-25              |
| 12-12 | Denso Airybees-Ageo Medics         | 0-3 | 21-25, 16-25, 21-25              |

#### Terzo round
| Quindicesima giornata |                                  |     |                            |
|                       |                                  |     |                            |
| 13-12                 | Toray Arrows-Toyota Queenseis    | 3-0 | 25-20, 25-19, 25-17        |
| 13-12                 | Ageo Medics-Okayama Seagulls     | 0-3 | 16-25, 17-25, 17-25        |
| 13-12                 | NEC Red Rockets-Hitachi Rivale   | 1-3 | 23-25, 25-18, 24-26, 22-25 |
| 13-12                 | Denso Airybees-Hisamitsu Springs | 0-3 | 24-26, 13-25, 11-25        |

| Sedicesima giornata |                                    |     |                            |
|                     |                                    |     |                            |
| 09-01               | Okayama Seagulls-Denso Airybees    | 0-3 | 20-25, 19-25, 22-25        |
| 09-01               | Hisamitsu Springs-Toyota Queenseis | 3-0 | 25-21, 25-22, 25-20        |
| 09-01               | NEC Red Rockets-Toray Arrows       | 1-3 | 21-25, 25-22, 19-25, 15-25 |
| 09-01               | Ageo Medics-Hitachi Rivale         | 0-3 | 6-25, 18-25, 9-25          |

| Diciassettesima giornata |                                  |     |                            |
|                          |                                  |     |                            |
| 10-01                    | Hisamitsu Springs-Ageo Medics    | 3-0 | 26-24, 25-21, 25-19        |
| 10-01                    | Okayama Seagulls-NEC Red Rockets | 3-0 | 25-18, 25-16, 25-14        |
| 10-01                    | Hitachi Rivale-Toyota Queenseis  | 1-3 | 25-21, 18-25, 15-25, 14-25 |
| 10-01                    | Toray Arrows-Denso Airybees      | 3-1 | 25-17, 25-27, 25-21, 25-14 |

| Diciottesima giornata |                                  |     |                                   |
|                       |                                  |     |                                   |
| 16-01                 | Okayama Seagulls-Toray Arrows    | 1-3 | 25-22, 22-25, 23-25, 21-25        |
| 16-01                 | Denso Airybees-Toyota Queenseis  | 3-0 | 25-17, 25-19, 30-28               |
| 16-01                 | Ageo Medics-NEC Red Rockets      | 2-3 | 25-20, 25-22, 19-25, 19-25, 10-15 |
| 16-01                 | Hisamitsu Springs-Hitachi Rivale | 0-3 | 24-26, 19-25, 15-25               |

| Diciannovesima giornata |                                 |     |                                   |
|                         |                                 |     |                                   |
| 17-01                   | Okayama Seagulls-Hitachi Rivale | 3-0 | 25-14, 32-30, 25-21               |
| 17-01                   | NEC Red Rockets-Denso Airybees  | 3-0 | 25-15, 25-18, 25-21               |
| 17-01                   | Ageo Medics-Toyota Queenseis    | 1-3 | 25-20, 19-25, 18-25, 20-25        |
| 17-01                   | Hisamitsu Springs-Toray Arrows  | 2-3 | 19-25, 25-22, 25-20, 23-25, 13-15 |

| Ventesima giornata |                                   |     |                                   |
|                    |                                   |     |                                   |
| 23-01              | NEC Red Rockets-Hisamitsu Springs | 1-3 | 21-25, 30-28, 20-25, 17-25        |
| 23-01              | Ageo Medics-Toray Arrows          | 1-3 | 25-20, 22-25, 21-25, 21-25        |
| 23-01              | Toyota Queenseis-Okayama Seagulls | 3-2 | 25-17, 25-18, 21-25, 31-33, 15-13 |
| 23-01              | Hitachi Rivale-Denso Airybees     | 3-0 | 25-16, 25-22, 25-22               |

| \| Ventunesima giornata \| \| \| \| \| \| \| \| \| \| 24-01 \| Ageo Medics-Denso Airybees \| 3-1 \| 25-18, 25-20, 22-25, 25-21 \| \| 24-01 \| Hisamitsu Springs-Okayama Seagulls \| 3-1 \| 26-24, 17-25, 28-26, 25-18 \| \| 24-01 \| Hitachi Rivale-Toray Arrows \| 1-3 \| 25-23, 19-25, 16-25, 22-25 \| \| 24-01 \| Toyota Queenseis-NEC Red Rockets \| 3-0 \| 25-22, 25-22, 25-21 \| |                                    |     |                            |
| Ventunesima giornata |                                    |     |                            |
| |                                    |     |                            |
| 24-01 | Ageo Medics-Denso Airybees         | 3-1 | 25-18, 25-20, 22-25, 25-21 |
| 24-01 | Hisamitsu Springs-Okayama Seagulls | 3-1 | 26-24, 17-25, 28-26, 25-18 |
| 24-01 | Hitachi Rivale-Toray Arrows        | 1-3 | 25-23, 19-25, 16-25, 22-25 |
| 24-01 | Toyota Queenseis-NEC Red Rockets   | 3-0 | 25-22, 25-22, 25-21        |

#### Classifica
| Pos. | Squadra           | Pt | G  | V  | P  | SV | SP | Ratio | PF    | PS    | Ratio |
| ---- | ----------------- | -- | -- | -- | -- | -- | -- | ----- | ----- | ----- | ----- |
| 1    | Toray Arrows      | 49 | 21 | 17 | 4  | 55 | 25 | 2.200 | 1 873 | 1 665 | 1.125 |
| 2    | Hisamitsu Springs | 46 | 21 | 15 | 6  | 53 | 31 | 1.710 | 1 907 | 1 767 | 1.079 |
| 3    | Hitachi Rivale    | 36 | 21 | 13 | 8  | 46 | 35 | 1.314 | 1 800 | 1 737 | 1.036 |
| 4    | Okayama Seagulls  | 28 | 21 | 9  | 12 | 40 | 44 | 0.909 | 1 829 | 1 838 | 0.995 |
| 5    | NEC Red Rockets   | 28 | 21 | 8  | 13 | 37 | 47 | 0.787 | 1 808 | 1 859 | 0.973 |
| 6    | Toyota Queenseis  | 24 | 21 | 8  | 13 | 36 | 49 | 0.735 | 1 834 | 1 898 | 0.966 |
| 7    | Denso Airybees    | 21 | 21 | 8  | 13 | 31 | 49 | 0.633 | 1 649 | 1 787 | 0.923 |
| 8    | Ageo Medics       | 20 | 21 | 6  | 15 | 33 | 51 | 0.647 | 1 758 | 1 907 | 0.922 |

| Qualificate ai play-off scudetto | Al Challenge match |

### Play-off

#### Final 6
| Risultati |                                    |     |                                   |
|           |                                    |     |                                   |
| 07-02     | Okayama Seagulls-Toyota Queenseis  | 2-3 | 25-20, 24-26, 25-13, 26-28, 11-15 |
| 07-02     | Toray Arrows-Hitachi Rivale        | 1-3 | 24-26, 24-26, 25-18, 22-25        |
| 07-02     | Hisamitsu Springs-NEC Red Rockets  | 1-3 | 18-25, 23-25, 25-20, 27-29        |
| 13-02     | Hisamitsu Springs-Hitachi Rivale   | 0-3 | 21-25, 23-25, 21-25               |
| 13-02     | Okayama Seagulls-NEC Red Rockets   | 2-3 | 25-18, 25-21, 25-27, 16-25, 8-15  |
| 14-02     | Toray Arrows-NEC Red Rockets       | 3-1 | 25-19, 22-25, 25-19, 25-16        |
| 14-02     | Hisamitsu Springs-Toyota Queenseis | 0-3 | 25-27, 22-25, 25-27               |
| 20-02     | Hisamitsu Springs-Okayama Seagulls | 3-0 | 25-20, 25-18, 26-24               |

| Risultati |                                  |     |                                  |
|           |                                  |     |                                  |
| 20-02     | Hitachi Rivale-Toyota Queenseis  | 2-3 | 17-25, 25-23, 25-17, 21-25, 8-15 |
| 21-02     | Toray Arrows-Okayama Seagulls    | 3-1 | 25-18, 24-26, 25-18, 25-14       |
| 21-02     | Hitachi Rivale-NEC Red Rockets   | 3-1 | 25-16, 25-23, 20-25, 25-20       |
| 27-02     | Toray Arrows-Hisamitsu Springs   | 0-3 | 21-25, 19-25, 22-25              |
| 27-02     | NEC Red Rockets-Toyota Queenseis | 3-0 | 26-24, 25-18, 25-20              |
| 28-02     | Toray Arrows-Toyota Queenseis    | 3-1 | 19-25, 25-21, 25-15, 28-26       |
| 28-02     | Hitachi Rivale-Okayama Seagulls  | 3-1 | 22-25, 25-22, 25-22, 25-19       |

| Pos. | Squadra           | Pt tot | Bonus | Pt | G | V | P | SV | SP | Ratio | PF  | PS  | Ratio |
| ---- | ----------------- | ------ | ----- | -- | - | - | - | -- | -- | ----- | --- | --- | ----- |
| 1    | Hitachi Rivale    | 16     | 3     | 13 | 5 | 4 | 1 | 14 | 6  | 2.333 | 458 | 437 | 1.048 |
| 2    | Toray Arrows      | 14     | 5     | 9  | 5 | 3 | 2 | 10 | 9  | 1.111 | 450 | 412 | 1.092 |
| 3    | Hisamitsu Springs | 10     | 4     | 6  | 5 | 2 | 3 | 7  | 9  | 0.778 | 381 | 377 | 1.011 |
| 4    | NEC Red Rockets   | 9      | 1     | 8  | 5 | 3 | 2 | 11 | 9  | 1.222 | 444 | 446 | 0.996 |
| 5    | Toyota Queenseis  | 7      | 0     | 7  | 5 | 3 | 2 | 10 | 10 | 1.000 | 435 | 452 | 0.962 |
| 6    | Okayama Seagulls  | 4      | 2     | 2  | 5 | 0 | 5 | 6  | 15 | 0.400 | 436 | 480 | 0.908 |

| Qualificata alla finale | Qualificata alla semifinale |

#### Finali
| \| \| Semifinali \| Semifinali \| Semifinali \| \| \| Finale \| Finale \| Finale \| \| \| \| \| \| \| \| \| \| \| \| \| \| \| \| \| \| \| \| 1 \| Hitachi Rivale \| 1 \| \| \| \| \| \| \| \| \| 1 \| Hitachi Rivale \| 1 \| \| \| \| \| \| 3 \| Hisamitsu Springs \| 3 \| \| \| \| \| \| \| 2 \| Toray Arrows \| 3 \| Hisamitsu Springs \| 3 \| 2 \| \| \| \| \| \| 2 \| Toray Arrows \| \| \| \| \| \| \| \| \| \| 3 \| Hisamitsu Springs \| 3 \| \| \| \| \| \| \| |            |                   |            |                   |   |        |                |        |  |
| | Semifinali | Semifinali        | Semifinali |                   |   | Finale | Finale         | Finale |  |
| |            |                   |            |                   |   |        |                |        |  |
| |            |                   |            |                   |   | 1      | Hitachi Rivale | 1      |  |
| |            |                   |            |                   |   | 1      | Hitachi Rivale | 1      |  |
| |            |                   | 3          | Hisamitsu Springs | 3 |        |                |        |  |
| | 2          | Toray Arrows      | 3          | Hisamitsu Springs | 3 | 2      |                |        |  |
| | 2          | Toray Arrows      |            |                   |   |        |                |        |  |
| | 3          | Hisamitsu Springs | 3          |                   |   |        |                |        |  |

| Semifinale |                                |     |                                   |
|            |                                |     |                                   |
| 06-03      | Toray Arrows-Hisamitsu Springs | 2-3 | 20-25, 30-28, 21-25, 25-20, 10-15 |

| Finale |                                  |     |                            |
|        |                                  |     |                            |
| 12-03  | Hitachi Rivale-Hisamitsu Springs | 1-3 | 25-21, 23-25, 19-25, 17-25 |

#### Challenge match
|  | Finale |                |   |   |   |  |
|  |        |                |   |   |   |  |
|  | 7      | Denso Airybees | 0 | 3 | 3 |  |
|  | 2VL    | PFU BlueCats   | 3 | 1 | 4 |  |

|  | Finale |              |   |   |   |  |
|  |        |              |   |   |   |  |
|  | 8      | Ageo Medics  | 0 | 0 | 0 |  |
|  | 1VL    | JT Marvelous | 3 | 3 | 6 |  |

| Gara 1 |                                    |     |                     |
|        |                                    |     |                     |
| 05-03  | Denso Airybees-PFU BlueCats Kahoku | 0-3 | 16-25, 19-25, 22-25 |
| 05-03  | Ageo Medics-JT Marvelous           | 0-3 | 21-25, 16-25, 24-26 |

| Gara 2 |                                    |     |                            |
|        |                                    |     |                            |
| 06-03  | Denso Airybees-PFU BlueCats Kahoku | 3-1 | 25-16, 25-20, 23-25, 25-17 |
| 06-03  | Ageo Medics-JT Marvelous           | 0-3 | 18-25, 23-25, 21-25        |

## Premi individuali
| Premio                                           | Giocatore          | Squadra                                          |
| ------------------------------------------------ | ------------------ | ------------------------------------------------ |
| MVP                                              | Miyu Nagaoka       | Hisamitsu Springs                                |
| Miglior allenatore                               | Kumi Nakada        | Hisamitsu Springs                                |
| Miglior spirito combattivo                       | Miya Satō          | Hitachi Rivale                                   |
| Miglior esordiente                               | Sarina Koga        | NEC Red Rockets                                  |
| Miglior realizzatrice                            | Polina Rəhimova    | Toyota Queenseis                                 |
| Miglior attaccante                               | TeTori Dixon       | Toray Arrows                                     |
| Miglior muro                                     | Erika Araki        | Ageo Medics                                      |
| Miglior servizio                                 | Polina Rəhimova    | Toyota Queenseis                                 |
| Miglior ricevitrice                              | Risa Shinnabe      | Hisamitsu Springs                                |
| Miglior difesa                                   | Risa Shinnabe      | Hisamitsu Springs                                |
| Sestetto ideale                                  | Miyu Nagaoka       | Hisamitsu Springs                                |
| Sestetto ideale                                  | Nana Iwasaka       | Hisamitsu Springs                                |
| Sestetto ideale                                  | Miya Satō          | Hitachi Rivale                                   |
| Sestetto ideale                                  | Lauren Paolini     | Hitachi Rivale                                   |
| Sestetto ideale                                  | Saori Sakoda       | Toray Arrows                                     |
| Sestetto ideale                                  | Polina Rəhimova    | Toyota Queenseis                                 |
| Miglior libero                                   | Arisa Satō         | Hitachi Rivale                                   |
| Premio d'onore (230 partite in V.Premier League) | Megumi Kurihara    | Hitachi Rivale                                   |
| Miglior GM                                       | Takashi Nakamura   | NEC Red Rockets                                  |
| Premio speciale                                  | Polina Rəhimova    | Toyota Queenseis                                 |
| Premio speciale                                  | Norihisa Matsumoto | Università Daito Bunka                           |
| Premio speciale                                  | Asakusa Kazutoshi  | JSVA - Japan Volleyball Federation of Industries |

## Classifica finale
| Pos | Squadra           | Verdetto                        |
| --- | ----------------- | ------------------------------- |
| 1   | Hisamitsu Springs | Al Campionato asiatico per club |
| 2   | Hitachi Rivale    |                                 |
| 3   | Toray Arrows      |                                 |
| 4   | NEC Red Rockets   |                                 |
| 5   | Toyota Queenseis  |                                 |
| 6   | Okayama Seagulls  |                                 |
| 7   | Denso Airybees    | V.Challenge League I 2016-17    |
| 8   | Ageo Medics       | V.Challenge League I 2016-17    |

## Statistiche
| Rendimento individuale | Rendimento individuale | Rendimento individuale | Rendimento individuale |
| Pos.                   | Nome                   | Punti                  | Squadra                |
| ---------------------- | ---------------------- | ---------------------- | ---------------------- |
| 1                      | Polina Rəhimova        | 671                    | Toyota Queenseis       |
| 2                      | Kelly Murphy           | 507                    | Ageo Medics            |
| 3                      | Miyu Nagaoka           | 457                    | Hisamitsu Springs      |
| 4                      | Lauren Paolini         | 384                    | Hitachi Rivale         |
| 5                      | Saori Sakoda           | 379                    | Toray Arrows           |
| 6                      | Yuki Ishii             | 348                    | Hisamitsu Springs      |
| 7                      | Hisae Watanabe         | 328                    | Hitachi Rivale         |
| 7                      | Risa Shinnabe          | 328                    | Hisamitsu Springs      |
| 9                      | Saori Kimura           | 321                    | Toray Arrows           |
| 10                     | Sarina Koga            | 319                    | NEC Red Rockets        |

| Attacchi vincenti | Attacchi vincenti | Attacchi vincenti | Attacchi vincenti |
| Pos.              | Nome              | Punti             | Squadra           |
| ----------------- | ----------------- | ----------------- | ----------------- |
| 1                 | Polina Rəhimova   | 583               | Toyota Queenseis  |
| 2                 | Kelly Murphy      | 455               | Ageo Medics       |
| 3                 | Miyu Nagaoka      | 417               | Hisamitsu Springs |
| 4                 | Saori Sakoda      | 355               | Toray Arrows      |
| 5                 | Lauren Paolini    | 321               | Hitachi Rivale    |
| 6                 | Yuki Ishii        | 305               | Hisamitsu Springs |
| 7                 | Hisae Watanabe    | 303               | Hitachi Rivale    |
| 8                 | Risa Shinnabe     | 278               | Hisamitsu Springs |
| 9                 | Sarina Koga       | 273               | NEC Red Rockets   |
| 10                | Saori Kimura      | 269               | Toray Arrows      |
| 10                | Mia Jerkov        | 269               | Denso Airybees    |

| Muri vincenti | Muri vincenti       | Muri vincenti | Muri vincenti     |
| Pos.          | Nome                | Punti         | Squadra           |
| ------------- | ------------------- | ------------- | ----------------- |
| 1             | Erika Araki         | 77            | Ageo Medics       |
| 2             | Riho Ōtake          | 55            | Denso Airybees    |
| 3             | Nana Iwasaka        | 51            | Hisamitsu Springs |
| 4             | Lauren Paolini      | 45            | Hitachi Rivale    |
| 5             | Yoshiyuki Hiramatsu | 41            | Toyota Queenseis  |
| 5             | Haruyo Shimamura    | 41            | NEC Red Rockets   |
| 7             | Polina Rəhimova     | 40            | Toyota Queenseis  |
| 8             | Yurie Nabeya        | 37            | Denso Airybees    |
| 8             | Sarina Koga         | 37            | NEC Red Rockets   |
| 10            | TeTori Dixon        | 34            | Toray Arrows      |
| 10            | Miyu Nagaoka        | 34            | Hisamitsu Springs |

| Battute vincenti | Battute vincenti | Battute vincenti | Battute vincenti  |
| Pos.             | Nome             | Punti            | Squadra           |
| ---------------- | ---------------- | ---------------- | ----------------- |
| 1                | Polina Rəhimova  | 48               | Toyota Queenseis  |
| 2                | Saori Kimura     | 27               | Toray Arrows      |
| 3                | Kelly Murphy     | 26               | Ageo Medics       |
| 4                | Risa Shinnabe    | 20               | Hisamitsu Springs |
| 4                | Miya Satō        | 20               | Hitachi Rivale    |
| 6                | Mia Jerkov       | 18               | Denso Airybees    |
| 6                | Lauren Paolini   | 18               | Hitachi Rivale    |
| 6                | Natsumi Fujita   | 18               | Toyota Queenseis  |
| 6                | Haruyo Shimamura | 18               | NEC Red Rockets   |
| 10               | Nanami Inoue     | 17               | Hitachi Rivale    |

NB: I dati sono riferiti esclusivamente alla regular season.